# 弯刀杀戮
《殺千刀重出江湖》（英語：Machete Kills）是一部2013年上映的美國動作片，為勞勃·羅里葛茲執導。本片為《絕煞刀鋒》的續集和《刑房》的假預告片延伸出的第三部電影。由丹尼·崔喬、蜜雪兒·羅德里奎茲、安東尼奧·班德拉斯、蘇菲亞·薇格拉、安柏·赫德、小古巴·古丁、梅爾·吉勃遜、Lady Gaga、威廉·賽德勒、凡妮莎·哈金斯、艾莉莎·維格和查理·辛主演。故事敘述殺千刀受美國總統招募，前去阻止一名軍火商的陰謀。
本片2013年10月11日在美國上映，未能收回2000萬美元的預算，並得到負面評論。多為批評故事情節的濫用、糟糕的CGI效果，並與科幻風格的混亂結合。

## 剧情
该片承接《弯刀》故事，自从墨西哥人科尔特斯（丹尼·特乔）干掉德克萨斯州的黑帮之后，声名日隆，被美国总统任命为特使，负责追杀一个卡特尔组织从墨西哥越过边境来到美国的恐怖分子。

## 主演
- 丹尼·特乔 出演 殺千刀·柯特茲
- 米歇尔·罗德里格兹 出演 鲁兹[8]
- 梅尔·吉布森 出演 路德·沃兹[9]
- 德米安·毕齐 出演 门德兹[10]
- 艾梅柏·希尔德 出演 圣安东尼奥[11]
- 索菲娅·维加拉 出演 苔丝狄蒙娜[12]
- 查理·辛 出演 美国总统[13]
- 女神卡卡 出演 拉·卡梅勒隆
- 華頓·哥金斯/小古巴·古丁/安東尼奧·班德拉斯 出演 厄尔·卡玛隆[14]
- 威廉·托马斯·桑德勒 出演 多克斯警长[15]
- 杰西卡·阿尔巴 出演 里维拉
- 阿丽夏·维加 出演 杀手乔伊[16]
- 凡妮莎·哈金斯 出演 瑟蕾莎[17][18]
- 汤姆·萨维尼 出演 欧西里斯

## 制作
2012年6月10日，导演罗伯特·罗德里格兹宣布该片开机拍摄。罗伯特·罗德里格兹透露该片像《碟中谍》和《007》。
该片演员基本上都是拉美裔美国人明星。
该片中，女神卡卡将出演一个妖娆的神枪手。
该片发生了版权纠纷问题，原本2013年7月31日正式上映，可能无法正常时间上映。
阿丽夏·维加出演杀手乔伊，艾梅柏·希尔德出演圣安东尼奥。